# László Nagy (football)
Dans le nom hongrois Nagy László, le nom de famille précède le prénom, mais cet article utilise l’ordre habituel en français László Nagy, où le prénom précède le nom.
Pour les articles homonymes, voir László Nagy et Nagy.
László Nagy (né le 21 octobre 1949 à Buzsák en Hongrie) est un joueur de football international hongrois, qui évoluait au poste d'attaquant, avant de devenir entraîneur.

## Biographie

### Carrière de joueur

#### Carrière en sélection
Avec l'équipe de Hongrie, il joue 25 matchs (pour 7 buts inscrits) entre 1970 et 1980. 
Il joue son premier match le 7 octobre 1970 face à la Norvège et son dernier le 24 septembre 1980 contre l'Espagne.
Il figure dans le groupe des sélectionnés lors de la coupe du monde de 1978. Il joue 3 matchs lors du mondial : contre l'Argentine, l'Italie et la France.
Il participe également aux JO de 1968. Il joue 4 matchs lors du tournoi olympique, remportant la médaille d'or.

## Palmarès
| Újpest FC - Championnat de Hongrie (9) : - Champion : 1969, 1970, 1970-71, 1971-72, 1972-73, 1973-74 et 1974-75, 1977-78 et 1978-79. - Vice-champion : 1968, 1976-77 et 1979-80. - Coupe de Hongrie (5) : - Vainqueur : 1969, 1970, 1974-75, 1981-82 et 1982-83. - Coupe des villes de foires (1) : - Vainqueur : 1968-69. |  | Hongrie - Jeux olympiques (1) : - Or : 1968. |